# The Coathangers
The Coathangers sind eine Punk-Band aus Atlanta.

## Geschichte
Der Name der Band ist ein sarkastischer Hinweis auf den Kleiderbügel als Mittel zum Schwangerschaftsabbruch.
Die Band gründete sich 2006 und spielte zum Spaß auf einer Party. Daraufhin wurden sie von der ebenfalls aus Atlanta stammenden Punk-Band The Hiss als Vorband angefragt. Zuletzt tourten The Coathangers als Vorband von Trail of Dead durch Europa. Im Jahre 2014 traten die Bandmitglieder als Gastmusiker auf dem Mastodon-Album Once More ’Round the Sun, als sie bei dem Lied Aunt Lisa Hintergrundgesänge im Stile von Cheerleadern aufnahmen. Wenige Monate zuvor waren Mastodon als Frauen verkleidet im The Coathangers-Video zu Follow Me aufgetreten.

## Diskografie

### Alben
- 2007: The Coathangers (Suicide Squeeze Records)
- 2009: Scramble (Suicide Squeeze Records)
- 2011: Larceny & Old Lace (Suicide Squeeze Records)
- 2014: Suck My Shirt (Suicide Squeeze Records)
- 2016: Nosebleed Weekend (Suicide Squeeze Records)
- 2019: The Devil You Know (Suicide Squeeze Records)

### Live-Alben
- 2018: Live (Suicide Squeeze Records)

### Singles
- 2007: Whirlyball
- 2007: Never Wanted You
- 2008: Shake Shake
- 2011: Hurricane / Johnny (Flexidisc)
- 2014: Follow Me